# Neoallochernes incertus
Espèce
Neoallochernes incertus est une espèce de pseudoscorpions de la famille des Chernetidae.

## Distribution
Cette espèce est endémique du Nouveau-Mexique aux États-Unis. Elle se rencontre dans le Lonesome Ridge Deep Pit dans le comté d'Eddy.

## Description
Le mâle holotype mesure 2,75 mm.

## Publication originale
- Muchmore, 1992 : Cavernicolous pseudoscorpions from Texas and New Mexico (Arachnida: Pseudoscorpionida). Texas Memorial Museum, Speleological Monographs, vol. 3, p. 127-153.